# NGC 3628
NGC 3628（the Hamburger GalaxyやSarah's Galaxyとも）は、しし座の方角に約3500万光年離れた位置にある非棒渦巻銀河である。1784年にウィリアム・ハーシェルによって発見された。約30万光年の長さの腕を持つ。NGC 3628は、M65、M66とともに、小さな銀河群であるしし座の三つ子銀河を形成する。最も分かりやすい特徴として、幅広でぼんやりした塵の帯が、ちょうど横切るように見える。

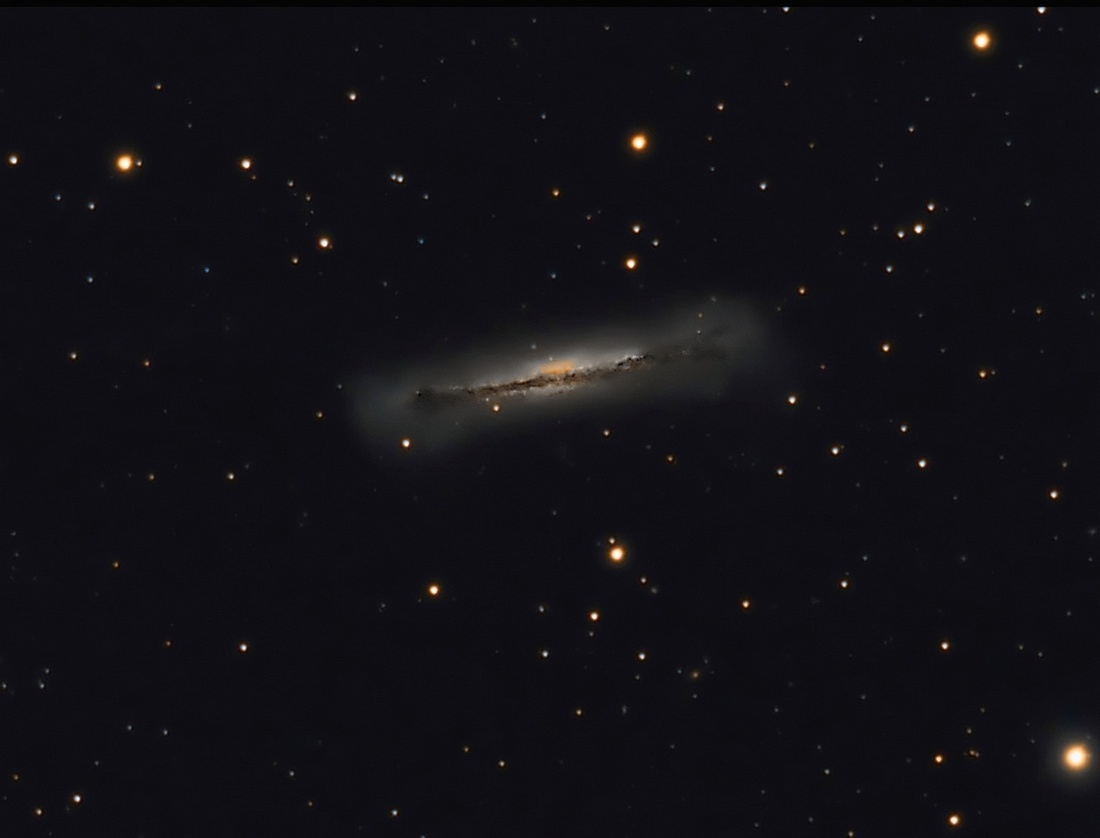
しし座の中のNGC 3628